# デイビッド・ヒーリー
デイヴィッド・ジョナサン・ヒーリー（David Jonathan Healy, 1979年8月5日 - ）は、北アイルランド・ダウン県キリーレイ出身の元同国代表サッカー選手、現サッカー指導者。現役時代のポジションはフォワード。

## 経歴

### クラブ
1999年8月、19歳でマンチェスター・ユナイテッドFCと契約。しかしユナイテッドでの出場は1試合しかなく、2000年2月にポート・ヴェイルFCにレンタル移籍。その後に完全移籍したプレストン・ノースエンドFCで結果を残し、2004年にリーズ・ユナイテッドAFCに移籍。当時、膨大な負債に苦しんでいたリーズでは本来のポジションで起用されない事も多かったが、わずか2年で昇格好機・そして降格危機を味わった古豪のクラブで、ヒーリーは苦しみながらも戦い抜いた。破産により勝ち点が剥奪されたことによってリーズが降格すると、シーズン終了後に当時ローリー・サンチェズが監督を務めていたフラムFCに移籍。だがフラムでは自己の能力を全て発揮できたとは言い難く、以降はクラブを転々とした。現役として最後の所属クラブとなったベリーFCを離れて以降はフリーの立場となる。それでも北アイルランド代表の招集候補であったが、2013年12月に現役引退を表明した。引退後は解説者としても活躍している。
2015年10月14日、ウォーレン・フィーニーの後任としてNIFLプレミアシップに所属するリンフィールドFCの指揮官に就任した。

### 代表
北アイルランド代表史上、ナンバー1の得点数を誇るストライカーである。
2005年9月7日、ウィンザー・パークでのW杯予選・イングランド戦に出場。スティーヴン・デイヴィスからのロブパスをハーフボレーで決めて、チームを同カード1972年5月23日以来Aマッチ19試合ぶりの勝利へと導いた。
2006年9月6日のEURO2008予選では、後にEURO2008を制することになるスペイン相手に北アイルランド代表史上15年ぶりとなるハットトリックを達成しチームを勝利に導いた。また2007年のEURO2008予選のリヒテンシュタイン戦にてハットトリック、続くスウェーデン戦でもドロップの効いたボレーシュートで同点、右からのデイヴィスのクロスを難しい体勢であわせて逆転と2点を決めた。結果、同予選史上最多となる13ゴールを決め予選得点王に輝いた。しかし、北アイルランド代表の予選突破は果たせなかった。

## エピソード
結婚して2児の父親でもある。
３年間所属したリーズではカルト・ヒーローと呼ばれ、高い人気を得ている。

## タイトル

### クラブ
レンジャーズ
- スコティッシュ・プレミアリーグ : 2010-11
- スコティッシュ・リーグカップ : 2011

### 個人
- プレストン年間最優秀選手 : 2013-14

### 指導者
- NIFLプレミアシップ : 2016-17
- アイリッシュ・カップ :2017
- カウンティ・アントリム・シールド（英語版）: 2017